# كمانكش قره علي باشا
الوالي علي الجلبي المشهور باسم قره علي، وهو الصدر الأعظم ذو التسلسل الثمانين في الدولة العثمانية من 10 أغسطس 1623 وحتى 3 أبريل 1624 إبان حكم السلطان مراد الرابع (والمبين تسلسله في قائمة الصدر الأعظم للدولة العثمانية)، تحت اسم قره علي باشا، والذي اكتسب شهرة واسعة لخدمته الدولة العثمانية في ظروف صعبة حيث عاصر الصراع الصفوي العثماني، واشد اضطرابات كرسي الخلافة العثمانية.
وعلي باشا هو ثاني صدر أعظم من أصل عربي من ولاية بغداد، ويرجع نسبه إلى الصوفي الجليل علي بن الهيتي، كما ورد ذلك في كتاب تكايا الصوفية في بغداد للاستاذ ميعاد الكيلاني وهو صهر الصدر الأعظم العربي الأول مراد باشا.

## تاريخه
تخرج علي جلبي المشهور قره علي من البلاط برئاسة صنف الجاشنكرية، رؤساء الميرة (الانكشارية، وهو الجيش الجديد ومنهم من تخصص على القتال وإدارة الدولة لحكم الولايات حيث يتدرب في القصر السلطاني)، ثم تولى ولاية قبرص وبعدها جاء مقاتلاً مع السلطان مراد باشا لطرد الفرس عن حصار بغداد (واصبح صهره فيما بعد) وتولى ولاية بغداد عام 998 هجري/1590م، ثم نقل إلى ولاية ديار بكر بعدها أصبح والي على ولاية بودين، وهي جيكوسلفاكيا حيث شارك مع صهرهِ مراد باشا في المفاوضات بحملة اويغار 15/5 إلى 26 تشرين الثاني 1599 وقام مراد باشا بالمعاهدة المعروفة نهضة الدولة العثمانية في 11 تشرين الثاني 1606 ، وحصل قره علي على ترقية أخرى حيث أخذ لقب روم أيلي (أمير امراء) وصار صهره مراد باشا صدراً أعظم في 5 آب 1611 إلى حين وفاة (مراد باشا) (عن عمر ناهز 90 سنة) في 9 كانون الأول 1616 في عهد السلطان احمد.
ذكره كذلك صاحب كلشن خلفا في صفحة 210 (1019 عين علي باشا القاضي آمر روم أيلي والياً على بغداد)، وكذلك ذكر في عام 1019هـ/ 1610م وأهديت ولاية بغداد إلى علي باشا قاضي زاده. منها نقل إلى ولابة ديار بكر وهنالك أخذ لقب وزير قبة.
وللسلطان السيد علي جلبي المشهور «قره علي» كثيراً من الأولاد لتنقله الكثير في المناصب والولايات داخل الدولة العثمانية وكما أن جميع أولاده من الجلبية والبيكات الذين كانوا في تركيا قد شاركوا مع السلطان مراد الرابع في حربهِ لتحرير بغداد سنة 1638 وقد أمر السلطان العثماني آنذاك باقتطاع أراضي لهم ولأولادهم أوقاف كلاً منهم على حدة.
- يقطن آل قره علي في تركيا في ثمان مدن وقرى أقدمهم "karaali" بقضاء مدينة أورفة وتجمعهم رابطة الجد الواحد السيد «قره علي» كما يتأكد بذلك بالاتصال بمخاتير (عمد) تلك الجهات.

## ممن اشتهروا من آل السيد علي جلبي نسباً
- اولاد عبد الله افندي كل من علي جلبي وحسين افندي

السيد محمد صالح جلبي بن علي جلبي وهو جد بيت قره علي في بغداد (لهم تكية العرب في جامع الشيخ عبد القادر ببغداد) وتكية ومدرسة في جامع سيد سلطان علي.
حسين أفندي بن عبد الله أفندي غراب زاده بن علي جلبي وهو عالم جليل له أوراق كثيره محفوظه في دائرة اوقاف تركيا دفتراوقاف ولايه بغداد وفيها يتضح ان لديه بنت وحيده وهي المتوليه على الوقف تدعى امنه خاتون والتي تزوجت ابن عمها محمدصالح جلبي واندمج وقف حسين افندي ووقف محمد صالح جلبي وادير كوقف واحد طوال الحكم العثماني لولايه بغداد كوقف واحد وبدون منازعه.
- السيد يحيى جلبي بن علي جلبي ومنه آل قره علي في سوريا والإسكندرونة.
- أحمد أغا المشهور ب قره أحمد بن علي جلبي وقد استقر بين مدينتي تكريت والموصل بالعراق وهو من بيكات الموصل لهم حمام قره علي في الموصل الذي بشكل أو آخر انتقل إلى عائلة الجليلي.

## قره علي باشا صدرا أعظما
صار الوزير كمانكش قره علي باشا "Kemankeş Kara ali paşa" صدرا اعظماً في 30/8/1623 وكان قد عين قبلها وزير قبة بعد تواجده في ولايات دياربكر وبغداد وهذا يعني فترة بعد زمنية بين الالتحاق بالانكشارية ولحين تنصيبه صدرا اعظماً تقريبا 37 سنة خدم بها في قبرص - بغداد – دياربكر – بودين – بغداد – دياربكر إسطنبول كوزير قبة وصدراً أعظماً فيما بعد.
كمانكش تعني الماهر بالرمي عن القوس أو تعني الحاذق حيث الرماية بالقوس هي رياضة العصر في ذلك الوقت مثل رياضة كرة القدم في وقتنا الحالي وكان السلطان مراد الرابع أحد ابطال هذه الرياضة ونجد في زمنه فقط وجود اثنين من الصدر الاعظم لقبوا بـ (كمانكش) احدهم قره علي.
بعد وفاة السلطان احمد الأول جاء إلى العرش اخيه السلطان مصطفى وكان ضعيف الشخصية وتائه الفكر (شارد الذهن) وكيف لا وقد قضي حياته خوفا من بطش اخيه الذي في يوم من الايام كاد ان يذبحه. ضعف شخصية السلطان لم يعجب الانكشارية وقادة الجيش والساسة في إسطنبول خصوصا بعد أن قلت قيمة الليرة الذهبية والفضية وأصبحت نصف القيمة وزادت الضرائب تقريبا إلى الضعف وصار الناس في هرج ومرج وقام الانكشارية بضمنهم قره علي بخلع السلطان بعد استحصال فتوى من شيخ الإسلام وحبسه في أبراج القصر وتنصيب السلطان عثمان ابن السلطان أحمد.
في يوم حلم هذا السلطان الصغير بأن النبي محمد يصفعه لعدم زيارته في المدينة فقام مذعورا من نومه وقرر الذهاب إلى الحج وزيارة قبر الرسول والبلاد لا تزال مضطربة، لم يرق ذلك لحضرة المفتي ولا وزراء القبة وفي يوم من الايام دخل عليه جماعة من الانكشارية واخذوه خارج القصر واعدموه في الباحة 20/5/1622 وكان بضمن من قاموا باعدام السلطان هو خليل باشا وكرجي محمد باشا رؤساء وزارة سابقين أيام مصطفى الأول (عم السلطان عثمان) وجلبوا مصطفى السلطان العم من الأبراج مرعوبا وتم توليه العرش العثماني.
اما الانكشارية فقامت لضيق الحال بسلب ونهب وقتل قسم منهم ثأرا لدم عثمان الصغير وحتى وصلوا إلى قرار بين الانكشارية والسباهية والجلبية والوزراء وتم اختيار كمانكش قره علي باشا لما له من خبرة وقدرة على ضبط الانكشارية لانهم يحترموه فنصبوه صدراً اعظماً للبلاد. وكان أول قرار يأخذه هو ضرورة التخلص من السلطان الضعيف حتى يستتب الأمر.
ولقد اتفق (قره علي) مع كوسيم (السلطانة الوالدة) كوسيم مهربكر خاصكي والدة ولي العهد شهزاد مراد وأخذ منها مبلغ كبير من الدراهم لتوزيعها على الجهات اللازمة، وزع الدراهم لكل من الوزير أنور باشا بكربيك مصر الذي قدم إلى إسطنبول واخيه قاضي إسطنبول حسن افندي، وتمكن الصدر الاعظم الجديد علي باشا للحصول على فتوى الخلع بعد مساعي استمرت 11 يوم ايدته جماعة القبوقولو (وزراء القصر) ذلك لانهم سيجنون اكرامية الجلوس كما انهم يفكرون في ضرورة ازالة عدم رضا الرأي العام (تاريخ الدولة العثمانية ص 467).
دفن قره علي في جامع عتيك علي باشا وهو واحد من أقدم جوامع إسطنبول تأسس سنة 1496 م بناه خادم علي باشا الذي كان الصدر الأعظم إبان عهد السلطان بايزيد الثاني وهو الجامع الوحيد المميز بنصف قباب وقبة كبيرة رئيسية.
ودفن في عتيك علي باشا كذلك كل من الخوجة سنان باشا وقره مصطفى باشا وفي هذا الجامع شوربخانة ومدرسة لتعليم القران وتكية للدراويش.

## الألقاب التي تقلدها قره علي (علي جلبي)
تم حصر هذه الألقاب من المراجع السالفة الذكر:-
1- قاضي زادة وهو قاضي العسكر.وهي مرتبة دينية أكثر من أن تكون إدارية
2- بكر بيك	بيك البيكات وهو لقب باشا من أعلى الدرجات (أربعة قرون ص423).
3- روم ايلي 	أمير الأمراء بغداد خلفائها ص 158 تعني أمير الجند.
4- كمانكش	تعني الماهر بالرمي من القوس أو الحاذق (تاريخ الدولة العثمانية السابقة ص 279) وهذا اللقب استعمل في زمن مراد الرابع.
5- قره	اسود (وهي صفة تعطى لكل شخص بة سمره) أو أمير الجند أو الكبير أو سلطان عند أهل اليونان والروم...(كلمة «قره» تعني السلطان أو الأمير بلغة أهل اليونان والبلقان)
6- كلمة «جلبي» تعني الأمير أو صاحب المقام العالي، وجلبي: لفظ تركي فارسي معناه - سيد - أطلقه العثمانيون كلقب من ألقاب النبالة والتعظيم على أعيان دولتهم.
1-	وزير قبه		عضو في مجلس الحكم
2-	الصدر الاعظم		ما يقابل رئيس وزراء في الوقت الحالي

## أهم آثار وأعمال قره علي في بغداد
- اكمال بناء الحضرة القادرية وذلك بإضافة الرواقان احداهما من الجانب الغربي وبجوار الجامع والاخر من جانب الشرق محاذ لقبة الجامع وبناء تكية ملاصقه للجامع عرفت بتكية قره علي في باب الشيخ وأكد هذا الاستاذ حسين امين في بحثه في مجلة الوروث وهي من إصدارات المجمع العلمي باسم كتاب حلقات ((بغداد تاريخ وحضارة)) من أن علي باشا والي بغداد 998 -999 هجرية قد اكمل بناء جامع الشيخ الجيلاني. اما التكية الملحقة بالجامع والتي تسمى تكية قره علي أو تكيه العرب فقد شملها مرور الطريق العام وقسمها إلى قسمين بزمن ناظم باشا والي بغداد ونقلت قبور عائلة قره علي إلى مقبرة الغزالي وفقا لما جاء في كتاب محاسن بغداد للمؤرخ عماد عبد السلام رؤوف، وكتاب تكايا الصوفية في بغداد للسيد ميعاد الكيلاني.
- تعمير وبناء جامع سيد سلطان علي وهو جامع قديم لشخص آخر اسمه سيد سلطان علي والذي ينسب إليه لقب سلطان العارفين [5] والحق به تكية وتسمى أيضا تكية قره علي، ومن ثمة تم تأسيس مدرسة فيها اخذت اسمه (مدرسة قره علي) في بداية القرن التاسع عشر. وقد وجد أحد مهندسي اوقاف بغداد أن نمط بناء الجامع هو مشابه إلى نمط بناء جامع الشيخ عبد القادر الجيلاني وقد يكون بناؤهما في نفس الفترة الزمنية.

وهي التكية الثانية والمدرسة الملحقة بجامع سيد سلطان علي وذكرت في كتاب رحلة فيلكس جونز، كما ذكرت بكتاب تكايا الصوفية ومحاسن بغداد، وكتاب معالم بغداد وتاريخ الأسر العلمية في بغداد.
- شارك ابنه محمد صالح جلبي بن علي جلبي المشهور (قره علي) مع السلطان مراد الرابع في فتح بغداد وأكرمه السلطان باقطاعيات حسب الرواية بثلاثة عشر سنجقا. ولا تزال عائلتة تسمى ب (بيت قره علي) وهم من احفاد آمنة خاتون وزوجها حسن بيك من عشيرة العبيد ولقد أخذوا الاسم عن جدهم قره علي وتقطن العائلة في بغداد في محلة باب الشيخ ومحلة سيد سلطان علي في المربعة.

## أوقاف قره علي
عشرات آلاف من الدونمات من الأراضي الزراعية تمتد من قضاء قزانية في شمال شرق العراق على الحدود الإيرانية نزولا إلى اراضي الرستمية المتخذة معسكر الرشيد (معسكر للجيش العراقي) إلى المحمودية واليوسفية ومنها نزولا إلى الإسكندرية والمسيب حتى اراضي العباسية في محافظة كربلاء ملك شاسع بالإضافة إلى تكيتين احاهما في مرقد الشيخ الكيلاني وأخرى في حامعهم جامع سيد سلطان علي جلبي في بغداد يشرف عليها المتولى وناظر الوقف اما العائدات من مسقفات الوقف والايجارات فقد كنت توزع على المرتزقة بعد أخذ مبالغ الإدامة ورواتب مدرس مدرسة قره علي في جامع سيد سلطان علي وغيرها من المصاريف وتناوب في التدريس فيها العلامة حسين الغرابي والعلامة عبد الوهاب النائب والشيخ محمود شكري الآلوسي في فترات قصيرة وقبل السيد خليل الراوي.
.ومن أهم معالم وقفهم هو بناية اورزدي باك. ويعتبر وقفهم من أقدم الأوقاف الموثقة في بغداد.